# Emil Zátopek
Emil Zátopek (n. 19 septembrie 1922, Kopřivnice, Land of Moravia⁠(d), Cehoslovacia – d. 21 noiembrie 2000, Praga, Cehia) a fost un atlet cehoslovac, alergător pe distanțe mari, multiplu campion național, olimpic și deținător de record mondial. În Cehoslovacia era sărbătorit ca erou național.

## Carieră
Realizările sale cele mai importante au fost la Jocurile Olimpice de vară din 1948 din Londra când a câștigat medalia de aur la proba la alergări de fond pe distanța de 10.000 și medalia de argint la 5000 m. La Campionatul European din 1950 (Brüssel) a câștigat medalia de aur la ambele probe de 10.000 și la 5000 de m. În Helsinki la Jocurile Olimpice de vară din 1952, Zátopek a câștigat suveran 3 medalii de aur la 5000; 10.000 și maraton. În 1954 el a doborât recordul de 29 minute la 10.000 m, iar în 1951 a parcurs în mai puțin de 1 oră distanța de 20 km. La Campionatul European din 1954 a câștigat medalia de aur la 10.000 m și argint la 5000 m.
O trăsătură caracterstică sportivului ceh era alergarea cu limba scoasă, el dând impresia că ar fi la capătul puterilor, dar câștiga în final întrecerea. Emil Zátopek, care era poreclit „Omul Locomotivă”, a fost un urmaș demn al atletului finlandez Paavo Nurmi. 
Din punct de vedere politic, avea vederi antisovietice, astfel, în timpul evenimentelor din mai 1968, numite Primăvara de la Praga, Zatopek s-a cățărat pe un tanc rusesc, cerându-le soldaților sovietici să se întoarcă acasă. Acest lucru i-a atras o serie de probleme, ca pierderea tuturor funcțiilor iar în ultimii ani a fost nevoit să lucreze într-o mină de uraniu, la Jáchymov.

## Palmares
| An   | Competiție           | Locație                | Loc | Eveniment | Note    |
| ---- | -------------------- | ---------------------- | --- | --------- | ------- |
| 1946 | Campionatul European | Oslo, Norvegia         | 5   | 5000 m    | 14:25,8 |
| 1948 | Jocurile Olimpice    | Londra, Marea Britanie | 2   | 5000 m    | 14:17,8 |
| 1948 | Jocurile Olimpice    | Londra, Marea Britanie | 1   | 10 000 m  | 29:59,6 |
| 1950 | Campionatul European | Bruxelles, Belgia      | 1   | 5000 m    | 14:03,0 |
| 1950 | Campionatul European | Bruxelles, Belgia      | 1   | 10 000 m  | 29:12,0 |
| 1952 | Jocurile Olimpice    | Helsinki, Finlanda     | 1   | 5000 m    | 14:06,6 |
| 1952 | Jocurile Olimpice    | Helsinki, Finlanda     | 1   | 10 000 m  | 29:17,0 |
| 1952 | Jocurile Olimpice    | Helsinki, Finlanda     | 1   | maraton   | 2:23:04 |
| 1954 | Campionatul European | Berna, Elveția         | 3   | 5000 m    | 14:10,2 |
| 1954 | Campionatul European | Berna, Elveția         | 1   | 10 000 m  | 28:58,0 |
| 1956 | Jocurile Olimpice    | Melbourne, Australia   | 6   | maraton   | 2:29:34 |